# 地すべり防止工事士
地すべり防止工事士（じすべりぼうしこうじし）は、一般社団法人斜面防災対策技術協会が認定する資格。

## 概要
国土交通省により、公共工事に関する調査及び設計等の品質確保に資する技術者資格に登録されている。
また、公共工事の入札に係る経営事項審査の評価対象の資格ともなっている。

## 受験資格
地すべり防止工事等に関する5年以上の実務経験を有する者。この実務経験年数には1年以上の指導監督的実務経験年数が必要。

## 資格取得の流れ
- 一次試験：札幌、仙台、東京、新潟、富山、金沢、長野、静岡、名古屋、大阪、岡山、高松、福岡で実施する。択一式及び体験記述（記述式2,000字程度）。
- 二次試験：東京、神戸、福岡で実施する。口頭試問（面接）。

## 関連資格
- 砂防・急傾斜管理技術者